# Elisabeth Ohms

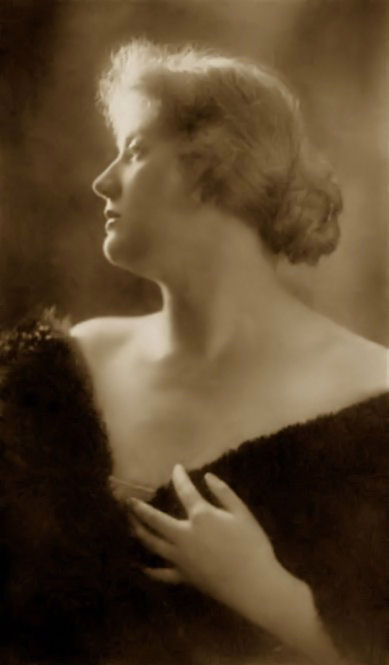
Elisabeth Ohms, 1930

Elisa Carolina Ohms, später Elisabeth Ohms (17. Mai 1888 in Arnheim – 16. Oktober 1974 in Marquartstein, Oberbayern) war eine niederländische Opernsängerin der Stimmlage Sopran. Sie war zwanzig Jahre lang an der Bayerischen Staatsoper in München verpflichtet und gastierte an zahlreichen bedeutenden Häusern in Europa, bei den Bayreuther Festspielen und an der Metropolitan Opera in New York.

## Leben und Werk
Ihre Eltern waren Hendrikus Johannes Ohms und Antonia Cornelia Berendina van Heumen, die am 20. November 1884 in Arnheim geheiratet hatten. Sie hatte zwei ältere Schwestern, doch die älteste war bereits drei Monate nach der Geburt verstorben. Sie studierte schon als kleines Mädchen Geige und Klavier. Von 1908 bis 1916 nahm Ohms in Arnheim Unterricht bei Jacob Heuckeroth im Violinspiel und bei Pieter van Westrheene im Klavierspiel und in Harmonielehre. Am 18. Dezember 1912 heiratete sie in Amsterdam den Groninger Arzt Cornelius Drenth, der mehr als 15 Jahre älter war. Während der ersten Ehe lernte sie den aus Russland stammenden Bühnenbildner Leo Pasetti kennen, der an den Münchner Kammerspielen arbeitete und dem sie am 8. Juli 1916 in München einen Sohn gebar, Peter Pasetti, später ein bekannter Schauspieler. Im selben Jahr entschloss sie sich, im Alter von bereits 28 Jahren, Opernsängerin zu werden, und absolvierte von 1916 bis 1919 ein Gesangsstudium am Conservatorium van Amsterdam. Zu ihren Lehrern zählten Frederico und Francine Morello, Hendrik Christiaan van Oort und Rose Schönberg. Bereits im Februar 1918 trat sie, noch als Altistin, mit dem Concertgebouw-Orchester unter Leitung von Willem Mengelberg auf, im Oktober 1918 sang sie dort in einer konzertanten Aufführung die Waltraute in Wagners Walküre. Ende des Jahres wurde ihre erste Ehe geschieden, sie heiratete in der Folge Leo Pasetti, der 1919 an die Bayerische Staatsoper verpflichtet wurde. Elisabeth Ohms ging nach Frankfurt am Main und schloss dort von 1919 bis 1921 ihre Studien bei Eduard Bellwidt ab.
1921 debütierte sie am Stadttheater Mainz und bereits am 14. März 1922 an der Bayerischen Staatsoper. In München begannen zwei große Karrieren, die lokale und die internationale. Die Münchner Oper wurde zur Heimat und zur Basisstation, an der sie 20 Jahre lang in Hauptrollen auftrat. Sie wurde als Nachfolgerin von Sabine Offermann nach München gerufen und debütierte als Leonore in Beethovens Fidelio. Es folgten die großen Wagner-Rollen, 1925 die Thordis in der Uraufführung Island-Saga von Georg Vollerthun sowie die Titelpartien in zwei Münchner Erstaufführungen: am 11. November 1927 Puccinis Turandot und am 8. Oktober 1928 Die ägyptische Helena von Hugo von Hofmannsthal und Richard Strauss. Münchner Rollenbilder auf der Website Isoldes Liebestod zeigen sie 1923 als Tosca und als Cleopatra in Händels Julius Caesar in Ägypten, 1927 als Ortrud und als Isolde (mit Otto Wolf (Tristan), Luise Willer (Brangäne) und Hans Hermann Nissen (Kurwenal)) sowie 1929 als Kundry im Prinzregententheater. In ihrem Repertoire fanden sich weiters die Donna Elvira in Mozarts Don Giovanni, die Marta in d’Alberts Tiefland und die Minneleide in Pfitzners selten gespielter Rose vom Liebesgarten.
Im Mai 1926 übernahm sie die Donna Elvira in einer prominent besetzten Don Giovanni-Inszenierung der Wagnervereeniging in Amsterdam, mit Frida Leider und Maria Ivogün, Gustav Schützendorf (Titelpartie), Berthold Sterneck (Leporello), Emanuel List (Komtur) und Karl Erb (Don Ottavio). Es dirigierte Karl Muck. 1927 kehrte sie als Leonore (Dirigent: Fritz Busch) und 1929 als Kundry (Dirigent: Max von Schillings) zurück. Ab 1927 gastierte Elisabeth Ohms an verschiedenen großen Opernhäusern. Ab 7. April 1927 sang sie an der Mailänder Scala unter Leitung von Arturo Toscanini als Leonore im Fidelio, 1929 kehrte sie als Kundry und als Isolde zurück. Ebenfalls 1927 sang sie erstmals an der Städtischen Oper Berlin. In der Spielzeit 1928–29 debütierte die Sängerin am Londoner Opernhaus Covent Garden. In dieser Spielzeit und im Jahr 1935 war sie in vier Wagner-Rollen zu hören und zu sehen, als Venus, Ortrud, Brünnhilde und Isolde. 1929 folgte ein Gastspiel an der Oper von Rom. 1930 bis 1931 trat sie in sieben Rollen und drei Spielzeiten an der New Yorker Metropolitan Opera auf – als Sieglinde und Brünnhilde im Ring des Nibelungen, als Ortrud, Venus, Isolde und Kundry sowie als Leonore in Fidelio  – und hatte laut Kutsch/Riemens dort „sehr große Erfolge“. An der Wiener Staatsoper sang sie die Isolde unter Stabführung von Richard Strauss, später auch die Walküren-Brünnhilde und die Ortrud. Weitere Gastspiele führten sie an das Gran Teatre del Liceu in Barcelona, nach Frankfurt am Main und nach Den Haag. Bei den Bayreuther Festspielen von 1931 übernahm sie – auf ausdrücklichen Wunsch Toscaninis, der die Aufführungsserie dirigierte – die Kundry im Parsifal. 1932 wirkte sie als Marta und Ortrud bei den Festspielen in der Waldoper Zoppot mit, 1933 ebendort als Leonore und Venus.
Auch im Konzertsaal trat sie regelmäßig auf, vor allem als Lied-Interpretin. Noch im März 1939 gab sie einen sehr erfolgreichen Liederabend in Berlin.
Kutsch/Riemens charakterisieren ihre Leistung wie folgt: „Dunkel timbrierte Sopranstimme, voll dramatischer Kraft und Steigerungsfähigkeit, am bedeutendsten im Wagner-Repertoire.“
Der zweite Ehemann starb bereits 1937, im Alter von 54 Jahren. Nach ihrem Rückzug von der Bühne 1942 blieb sie in München und wurde eine gefragte Gesangslehrerin. Zuletzt lebte sie in Marquartstein, unweit des Chiemsees.

## Rollenbilder

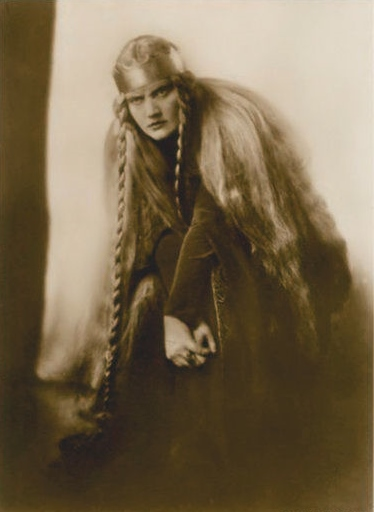
Isolde
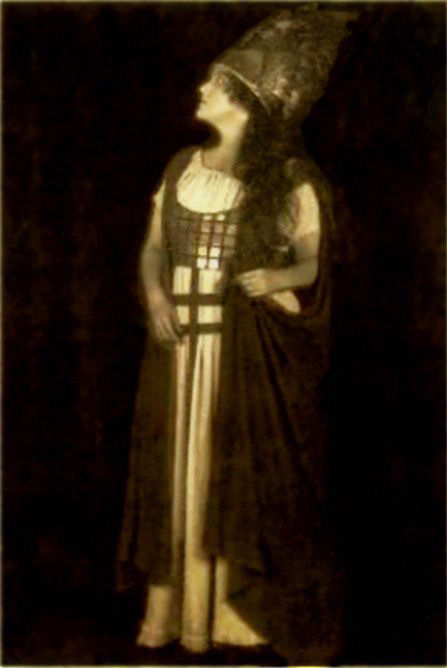
Brünnhilde
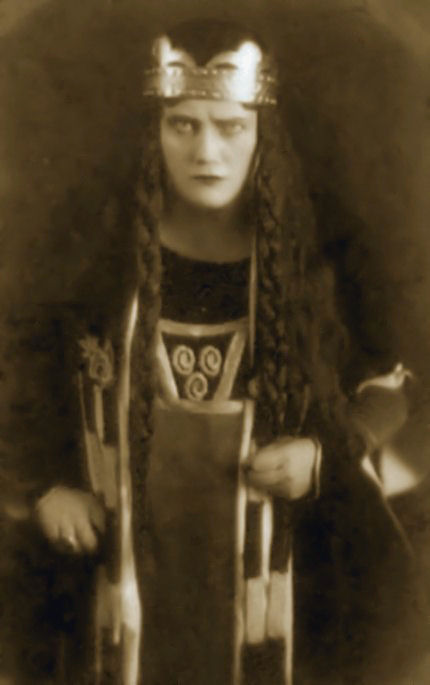
Ortrud
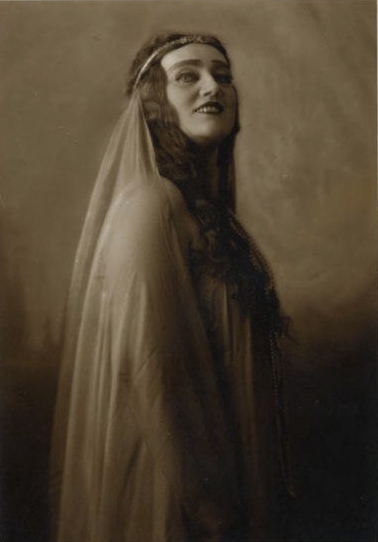
Kundry

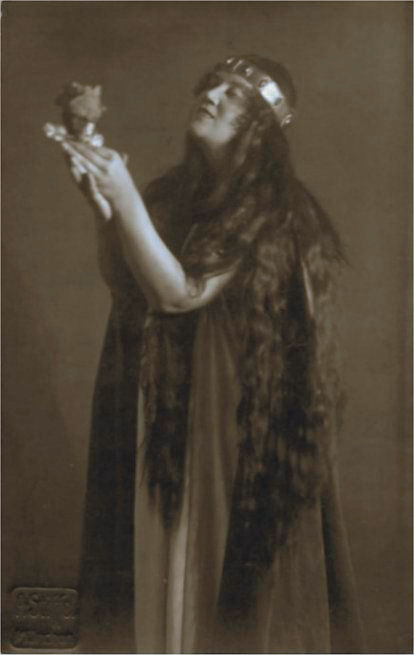
Minneleide
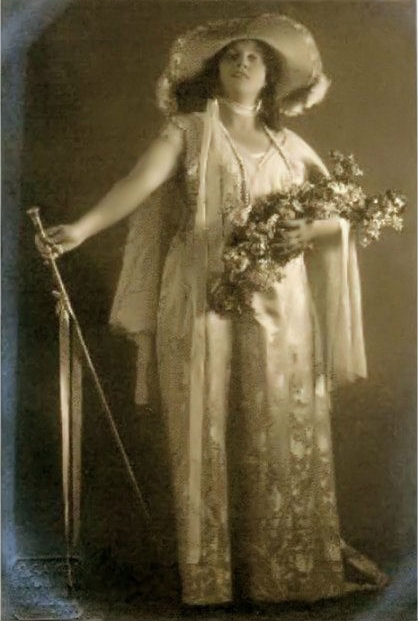
Tosca
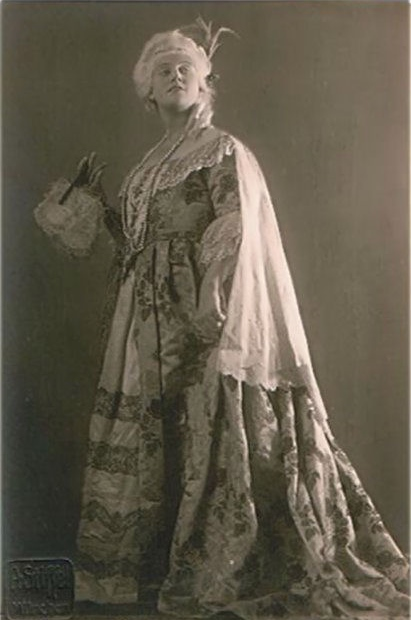
Marschallin

## Tondokumente
In Relation zu Bedeutung und Dauer ihrer Karriere bestehen nur wenige Tondokumente: es existieren lediglich 10 Titel, aufgenommen 1929 von der Deutschen Grammophon Gesellschaft (Auslandslabel: Polydor, in Großbritannien auf Decca veröffentlicht).
- Ludwig van Beethoven: Fidelio – Abscheulicher, wo eilst Du hin (Grammophon 66904)
- Richard Strauss: Der Rosenkavalier – Kann mich auch an ein Mädel erinnern (Grammophon 95385)
  - Oh, sei er gut, Quinquin (Grammophon 95385)
  - Hab’ mir’s gelobt. Terzett mit Adele Kern und Elfriede Marherr (Grammophon 66931)
- Richard Wagner: 
  - Der fliegende Holländer – Traft ihr das Schiff im Meere an (Grammophon 66928)
    - Versank ich jetzt in wunderbares Träumen. Szene mit Theodor Scheidl (Grammophon 66930 und 95407)

  - Tristan und Isolde – Mild und leise (Isoldes Liebestod) (Grammophon 66928)
  - Wesendonck-Lieder – Schmerzen (Grammophon 66929 und 27327)
    - Träume (Grammophon 66929 und 27327)
- Carl Maria von Weber: Oberon – Ozean, du Ungeheuer (Grammophon 66900)

Es begleitet das Orchester der Staatsoper Berlin unter der Leitung von Manfred Gurlitt bzw. Julius Prüwer. Die Aufnahmen fanden im Sommer und Herbst 1929 im Konzertsaal der Hochschule für Musik, Berlin statt.
Wiederveröffentlichungen:
- Elisabeth Ohms. Discophilia KG-O-1 (München, um 1974) (LP, sämtliche Aufnahmen)
- Elisabeth Ohms. Preiser Records/Lebendige Vergangenheit LV 159 (Wien, 1979) (LP, sämtliche Aufnahmen)
- Elisabeth Ohms. Preiser Records 89 521 (Wien, 2000). (CD, sämtliche Aufnahmen; enthält zusätzlich Titel gesungen von Gertrud Kappel)

## Ehrung
- 1923 Ernennung zur Kammersängerin